# Björn Kristjánsson
Björn Kristjánsson (født 26. februar 1858, død 18. august 1939) var en islandsk forretningsmand, bankdirektør og politiker, der repræsenterede en lang række partier, men det meste af sin karriere var tilknyttet det første Selvstændighedsparti.
Han sad i Altinget for Gullbringusýsla og Kjósarsýsla 1900–31 og var finansminister i den første islandske regering, der dannedes af Jón Magnússon 4. januar 1917 efter indførelsen af parlamentarismen som statsskik på Island. 28. august 1917 udtrådte han af regeringen efter en intern strid i Selvstændighedspartiet og blev afløst af partifællen Sigurður Eggerz. Som medlem af den islandske regering under hjemmestyret var Björn Kristjánsson også minister for Island, og dermed medlem af den danske regering.

## Familie
Björn var søn af Kristjan Vernharðsson (1823-1898) og Þórunn Halldórsdóttir (1827-1898). Han var gift med Sigþrúður Guðmundsdóttir (1852-1928), og de blev forældre til tvillingerne Jón og Jonas Valgerður (1887). Desuden fik han sønnen Halldór Hansen (1889) uden for ægteskab med Sigrún Halldórsdóttir.